# Tempête tropicale Hanna (2002)
Pour les articles homonymes, voir Cyclone tropical Hanna.
La tempête tropicale Hanna est une tempête modérée qui a affecté les états de la  Côte du Golfe  et les régions du Sud-est des États-Unis. La genèse d’Hanna est complexe, résultat de l'interaction d'une onde tropicale avec une dépression de surface et un creux d'altitude dans le Nord Est du Golfe du Mexique. La neuvième dépression tropicale apparaît le 12, pour être nommé Hanna quelques heures après. Mais le cyclone reste désorganisé, et peine à se creuser. Elle touchera terre à la frontière entre le Mississippi et l'Alabama, apportant malgré tout d'importantes précipitations jusqu'en Géorgie. Trois noyades lui ont été associées, ainsi que des dégâts estimés à 20 millions de dollars.
| A | B | C | D | E | F | 7 | G | H | I | J | K | L | 14 |

| D | T | 1 | 2 | 3 | 4 | 5 |